# 国王公式誕生日

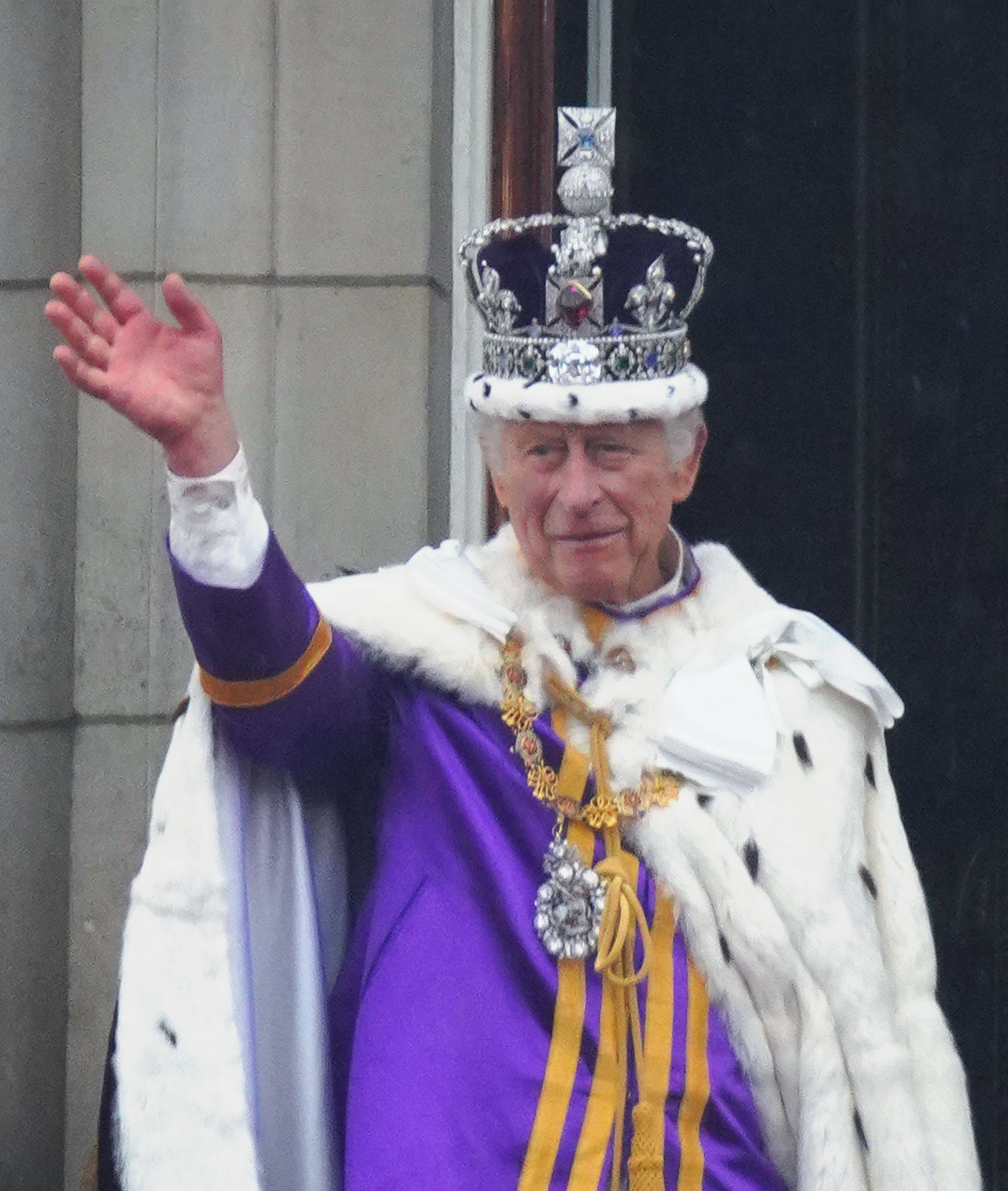
連合王国及び英連邦王国各国の君主であるチャールズ3世の実際の誕生日は11月14日である（2023年撮影）

国王公式誕生日（こくおうこうしきたんじょうび、King's Official Birthday）または女王公式誕生日（じょおうこうしきたんじょうび、Queen's Official Birthday）は、イギリス及び英連邦王国（Commonwealth realm）諸国における君主の公式の誕生日として祝賀行事が行われる日で、イギリス本国においては「6月第三土曜日」に設定されている。

## 概要
19世紀のヴィクトリア女王までは、君主の誕生日に合わせて祝賀が行われていた。ヴィクトリア女王は5月24日生まれだった。しかし、次代のエドワード7世は11月9日生まれで寒冷な時期にあたるため、引き続き5～6月頃の気候の良い時期に行事が行われることとなった。ヴィクトリア女王は63年7か月間在位したのに対し、息子のエドワード7世は9年3月余りだった。
続くジョージ5世も6月3日生まれだったが、ジョージ6世は12月14日生まれで再び寒冷な時期となったことから、「6月第二木曜日」を国王公式誕生日とした。エリザベス2世は、1959年に平日から「6月第二土曜日」に移動させた。チャールズ3世の公式誕生日は「6月第三土曜日」となった。

## 主要行事

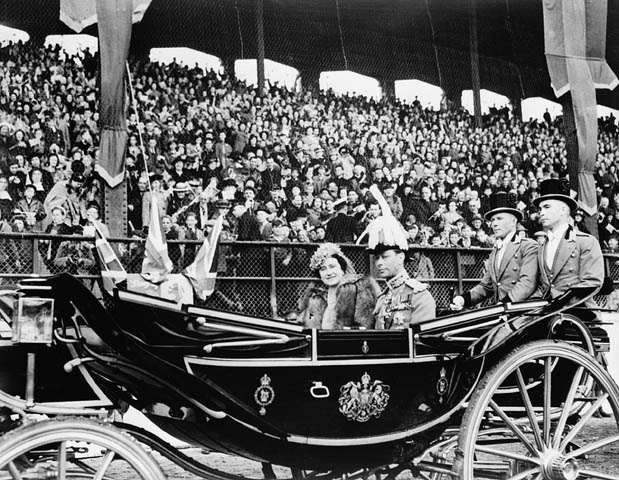
1939年5月19日、カナダ訪問時に公式誕生日として祝賀を受けるジョージ6世夫妻

## 各国における祝日
英連邦王国各国では、祝日の日取りが国単位、州や地域単位で異なる。1997年の香港返還までは、イギリス領香港でも祝日だった。